# بير شريف (شيروان)
بیر شریف (بالفارسية: پیرشریف) هي مستوطنة تقع في إيران في قسم شیروان الريفي. يقدر عدد سكانها بـ 33 نسمة .